# 音挿入
音挿入（おんそうにゅう、英語: Epenthesis）とは、発音の便宜のため、語の途中に子音や母音、音節が挿入される現象をいう。
この現象が起こるのは、たとえば以下のような場合がある。
- 母音接続がある場合に、母音と母音の間に子音を入れて発音をしやすくするため
  - 例： 英語: drawing → draw-r-ing （intrusive R, -r- 接中辞）
  - 例： フランス語の動詞倒置形: a-t-il, aime-t-elle, vainc-t-on （-t- euphonique, t analogique, -t- 接合辞)
- 子音連結（consonant cluster）で、調音部位の異なる子音同士が連結する場合、発音しやすいよう、間に子音をおく場合
  - 例： ギリシア語: *a-mrotos  → ambrotos（ἄμβροτος）
  - 例： ラテン語: homine(m)（人） → homne → homre → スペイン語: hombre
- 子音連結の際、子音と子音の間に母音を入れて連結を断ち切る場合（Anaptyxis）
  - 例： サンスクリット: ratna → パーリ語: ratana （宝）
  - 例： Hamtramck（フランス系の人名） → Hamtramick（アメリカの地名）
- 語頭に子音連結が来ることのできない言語において、語頭に母音を加えることで回避する場合（Prosthesis）
  - 例： ギリシア語の地名スミルナ（Smyrna） → トルコ語の地名イズミル（İzmir）
  - 例： ラテン語: speciālis → スペイン語および古フランス語: especial
  - 例： ラテン語: status → スペイン語: estado, フランス語: état/été（フランス語では古い段階で「s」が欠落した）

## 日本語
例えば、「はるさめ」/harusame/は「はる」/haru/と「あめ」/ame/の間に子音/s/が挿入されてできた語形である（接合辞とも見られる）。この他にも「あまり」/amari/から「あんまり」/aɴmari/ができたり、「ま+ひるま」/ma+hiruma/から「まっぴるま」/maQpiruma/（[h]→[p]は子音交替）ができたりしている。
また漢語や外来語で原語で子音で終わったり、子音が連続している場合には母音の/i/, /u/, /o/が挿入される。例えば英語の strike /straɪk/ はストライキ/sutoraiki/やストライク/sutoraiku/となる。漢語では語末の入声（内破音）に母音が付加され、肉 /njiuk/がニク/niku/、一 /jit/がイチ/iti/(>/ici/)・イツ/itu/(>/icu/)（歴史的にはイチ・イツと書いてイティ・イトゥのように発音された）、立 /lip/がリフ/ripu/（現代ではリュウ/rjuн/。リツ/ricu/は慣用音）などとなった。
活用では存在を表す動詞だった「ある」(-ar-)が動詞の語幹につくことで受身・尊敬・可能・自発を表したが、母音語幹動詞につく場合には母音の連続を避けるため、rが挿入されている。現代語ではeが挿入されたことでrがさらに挿入された。
- 書く：kak+ar+u（書かる）→kak+are+r+u（書かれる）
- 起く（起きる）：oki+r+ar+u（起きらる）→oki+r+are+r+u（起きられる）

他に「る」「さす（させる）」「れば」「れども」なども同じ理由で母音語幹動詞にrやsが挿入されている。